# Skå-Edeby (gods)
För orten med samma namn, se Skå-Edeby (ort).

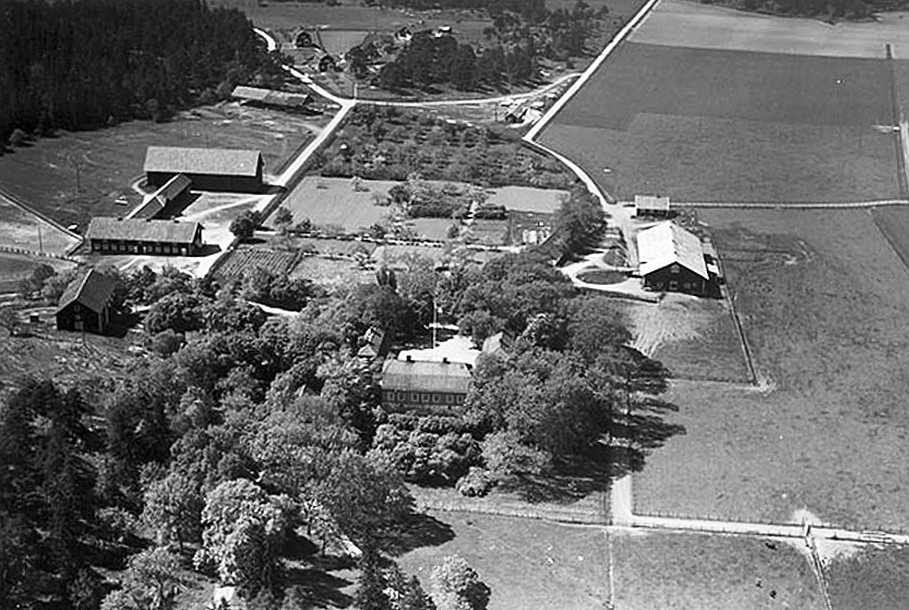
Skå-Edeby herrgård och ekonomibyggnader 1936.

Skå-Edeby är ett tidigare gods och en herrgård i Skå socken, Skå-Edeby på Färingsö, Ekerö kommun. Herrgårdsbyggnaden härrör från 1800-talets början och ägdes på 1800-talets senare hälft av "snus-kungen" Knut Ljunglöf. År 1940 förvärvades godset av Stockholms stad, som här öppnade 1947 Barnbyn Skå. Sedan år 2010 ägs marken och byggnader av Skå Edeby Utveckling AB.

## Forntid
Området var bebodd redan på yngre järnåldern, som flera större gårdsgravfält och storhögar cirka 1,5 kilometer sydväst om Skå-Edeby vittnar om. Strax öster om gårdsbebyggelsen ligger ett gravfält på 100x30 meter bestående av ungefär 20 fornlämningar. Väster om gården vid Skå-Edeby flygfält återfinns även Tunagravfältet med 100 anläggningar som är Färingsöns största i sitt slag. De historiska lämningarna tyder på att en stormansgård låg vid Tuna under yngre järnåldern och tidig medeltid.

## Historik

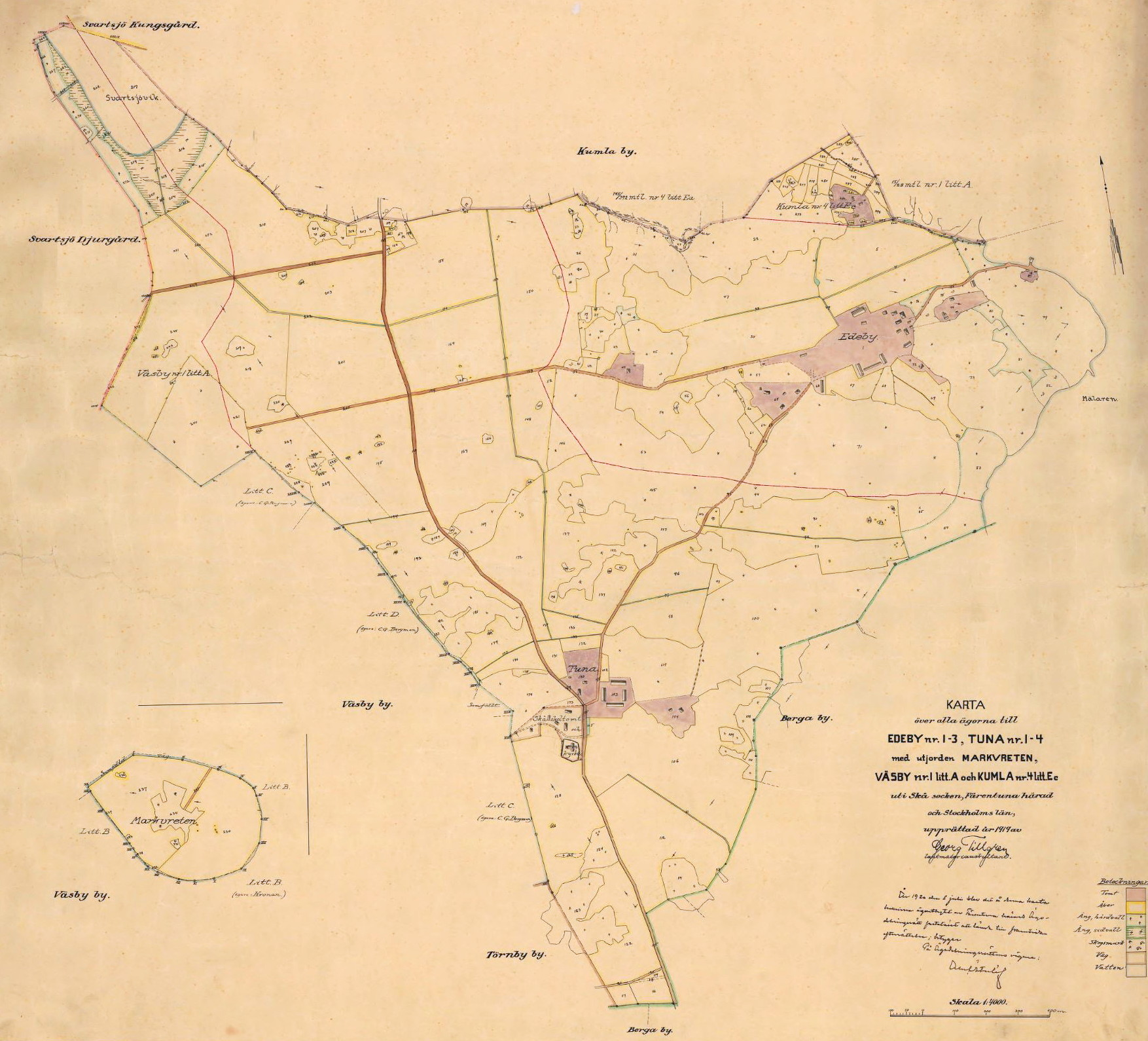
Edebys ägor år 1919.

Edeby var kronoegendom och omnämns redan 1342 (Laurentius de skarpa edhby) och 1438 (Joan i Edhby). 1586 talas om Erich Personn i Edhby (heredzman på Faringönn).
Den idag bevarade herrgårdsanläggningen bestående av mangårdsbyggnad och två fristående flygelbyggnader uppfördes i trä kring sekelskiftet 1800. Det rör sig om tre enplansbyggnader med panelade, gulfärgade fasader och brutna samt valmade sadeltak. År 1857 förvärvade snusfabrikanten Knut Ljunglöf (även kallad snus-kungen) egendomen Skå-Edeby, som då var ett av Färingsöns största lantbruk.
Några år senare inköpte han även stora områden i Spånga och Blackeberg. Här lät han bygga det så kallade Ljunglöfska slottet som stod färdig 1893. Den kortaste och bekvämaste vägen mellan ägorna på Brommalandet och godset på Färingsö gick sjövägen över Lambarfjärden och Lövstafjärden.
Bebyggelsen i Skå-Edeby bestod utöver själva gården av ett brännvinsbränneri och flera stora ladugårdar, de senare uppförda 1913-15. Här fanns handelsträdgård och äppelodlingar vars produkter såldes på marknader i Stockholm. Efter 1915 sambrukades Skå-Edeby med utgården Tuna längre söderut. Knut Ljunglöf avled 1920 och egendomen ärvdes av hans son grosshandlaren Robert Ljunglöf. År 1938 omfattade egendomen drygt 400 hektar land, därav 231 hektar åker, 17,6 hektar ängsmark och resten skog. År 1940 förvärvades godsets mark och byggnader av Stockholms stad för att här kunna anlägga en ny storflygplats som alternativ till Bromma flygplats (se Skå-Edeby flygfält).

## Barnbyn

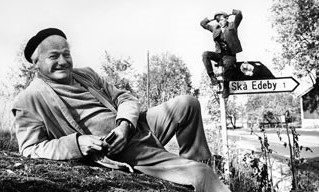
Gustav Jonsson vid Barnbyn Skå 1964.

I slutet av 1940-talet började en ny epok på godset Skå-Edeby. Då inleddes en experimentell verksamhet för vård och boende för psykosocialt utsatta familjer. Inriktningen låg på pojkar och flickor i åldrarna 7-15 år. Verksamheten blev känd under namnet Barnbyn Skå med socialläkaren Gustav Jonsson (kallad Skå-Gustav) som initiativtagare och första föreståndare.
På området uppfördes tolv faluröda stugor i två våningar, skola, gymnastiksal och vid Mälarens strand inrättades en badplats. I gamla herrgården etablerades administrationen och i det intilliggande före detta brännvinsbränneriet från Knut Ljunglöfs tid kunde barnen arbeta med teckning, målning, fotografi och teater.
Längs med den gamla bygatan lät Stockholms stad riva de stora ekonomibyggnaderna och en radhuslänga för personalen byggdes istället, samt en panncentral med tvättstuga. Anläggningen ritades av arkitekterna Axel Grönwall och dennes partner Ernst Hirsch. Den sista juni 2005 stängde Barnbyn Skå portarna. Efter en tids förfall såldes anläggningen år 2010 av Stockholms stad till Skå Edeby Utveckling AB. Idag nyttjas herrgården för företagets administration och de flesta byggnader har blivit privatbostäder.

## Bilder

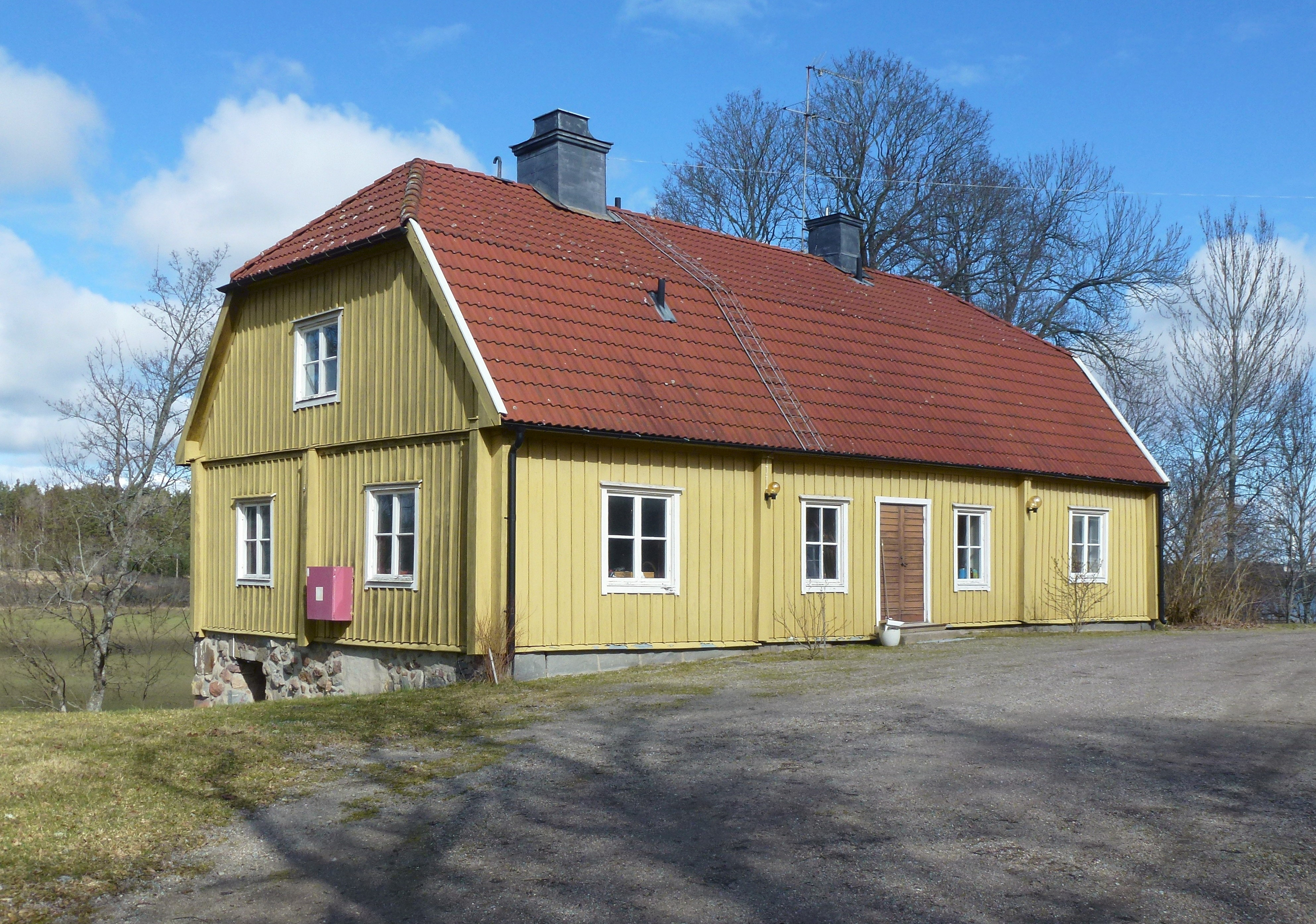
Norra flygeln
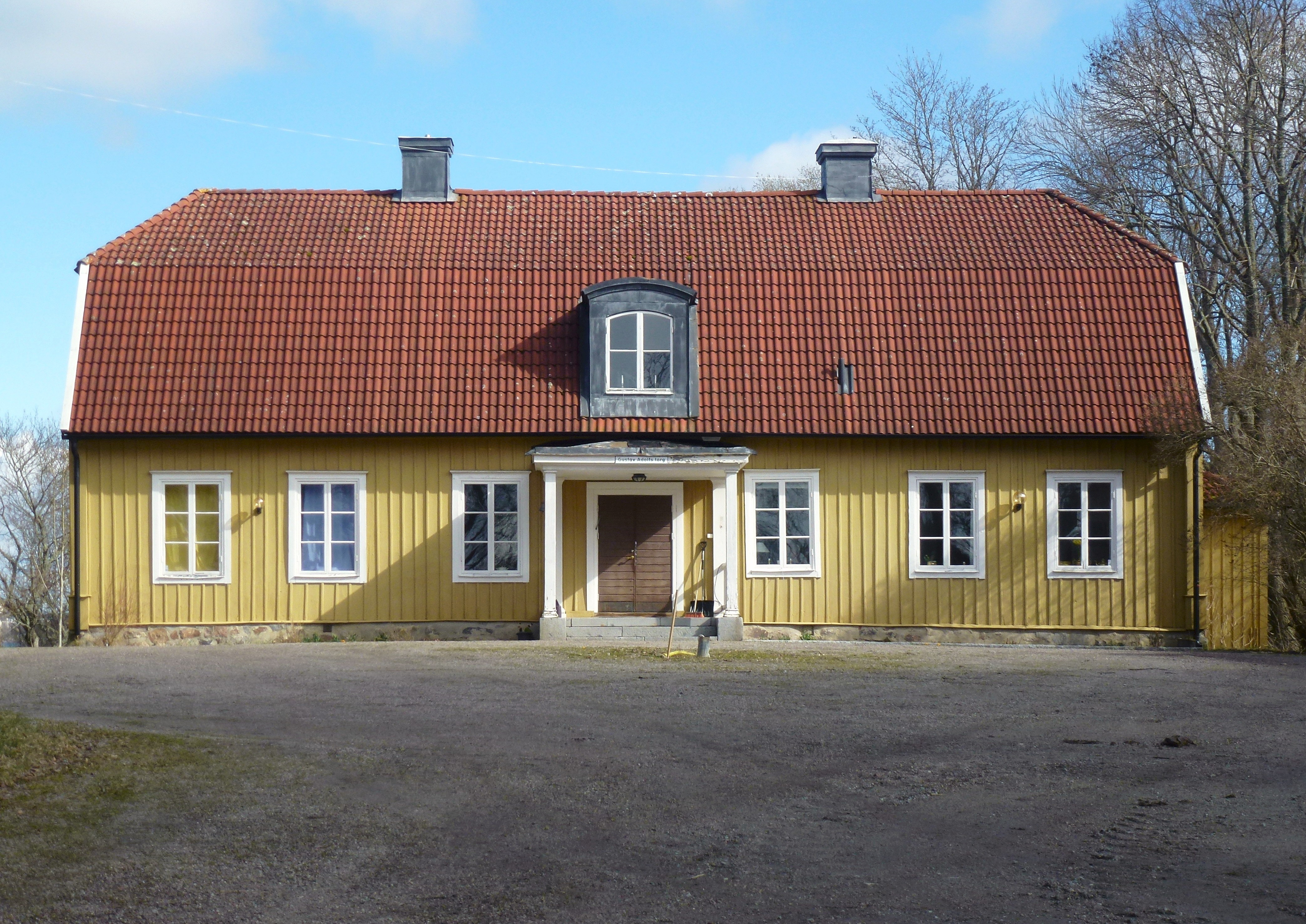
Huvudbyggnaden
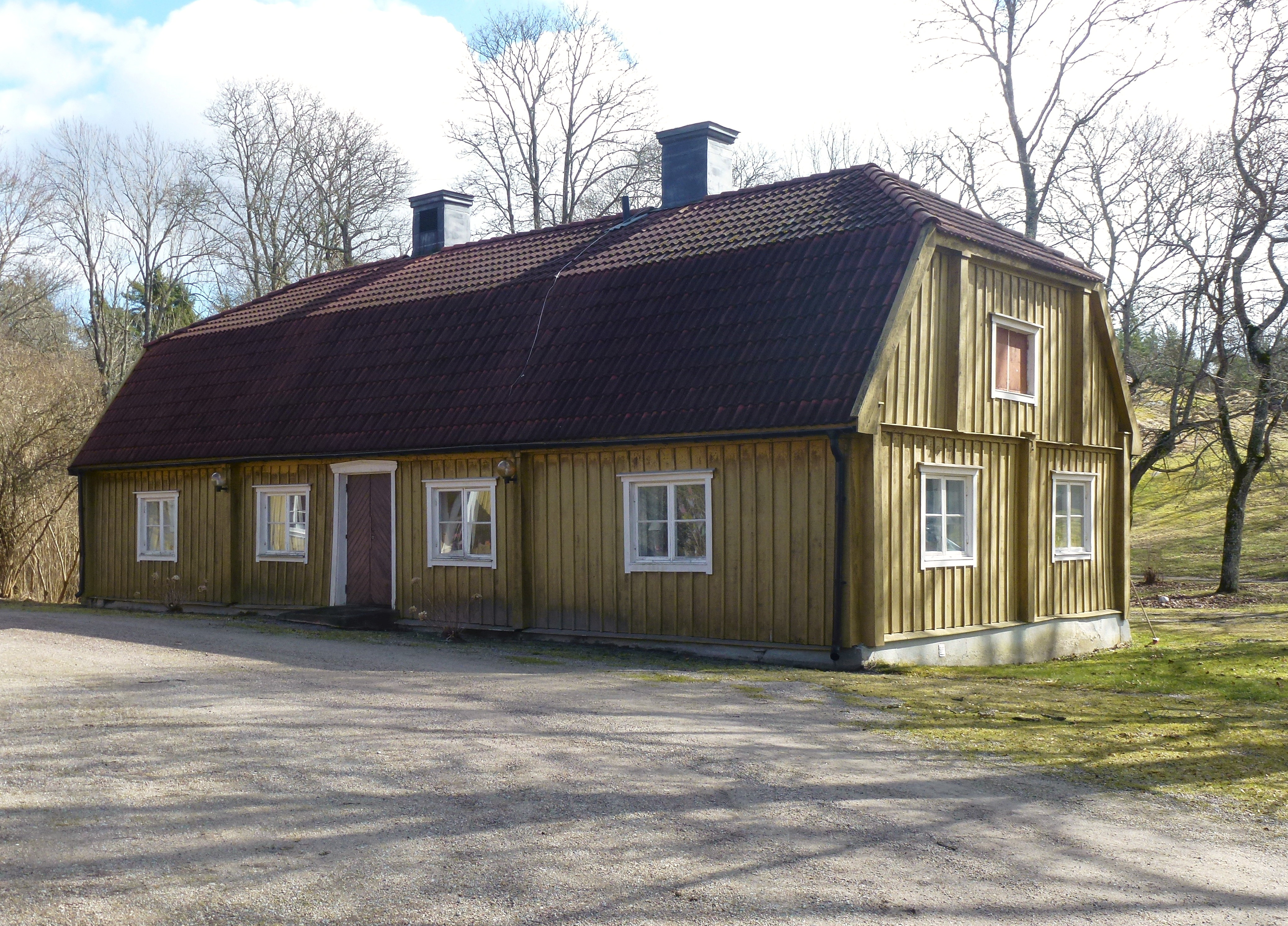
Södra flygeln
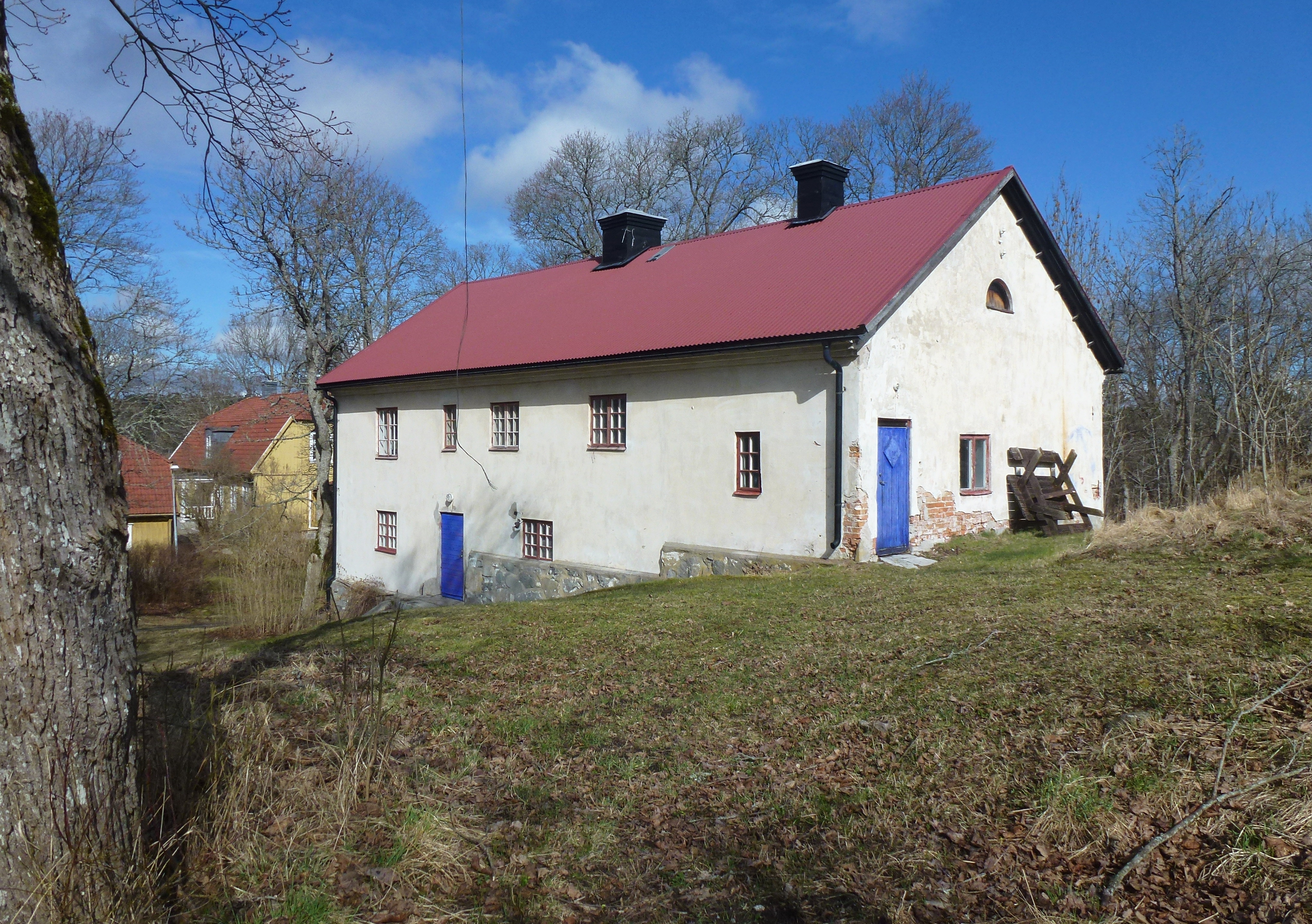
Ljunglöfs bränneribyggnad